# Jardín Botánico de la Universidad de Fráncfort
El Jardín Botánico de la Universidad de Fráncfort (en alemán: Botanischer Garten der Johann Wolfgang Goethe-Universität Frankfurt am Main,  también conocido como Botanischer Garten Frankfurt am Main) es un jardín botánico y arboreto de 7 hectáreas de extensión mantenido por la Johann Wolfgang Goethe-Universität Frankfurt am Main.
El código de identificación internacional del Jardín Botánico de la Universidad de Fráncfort como miembro del "Botanic Gardens Conservation Internacional" (BGCI), así como las siglas de su herbario es FRT.

## Localización
Botanischer Garten der J.W. Goethe-Universität Fachbereich Biologie, Siesmayerstrasse 72, D-60323 Frankfurt am Main-Fráncfort del Meno, Hessen-Hesse, Deutschland-Alemania.
Planos y vistas satelitales.50°7′38″N 8°39′30″E / 50.12722, 8.65833
Se encuentra abierto a diario durante los meses cálidos del año.

## Historia

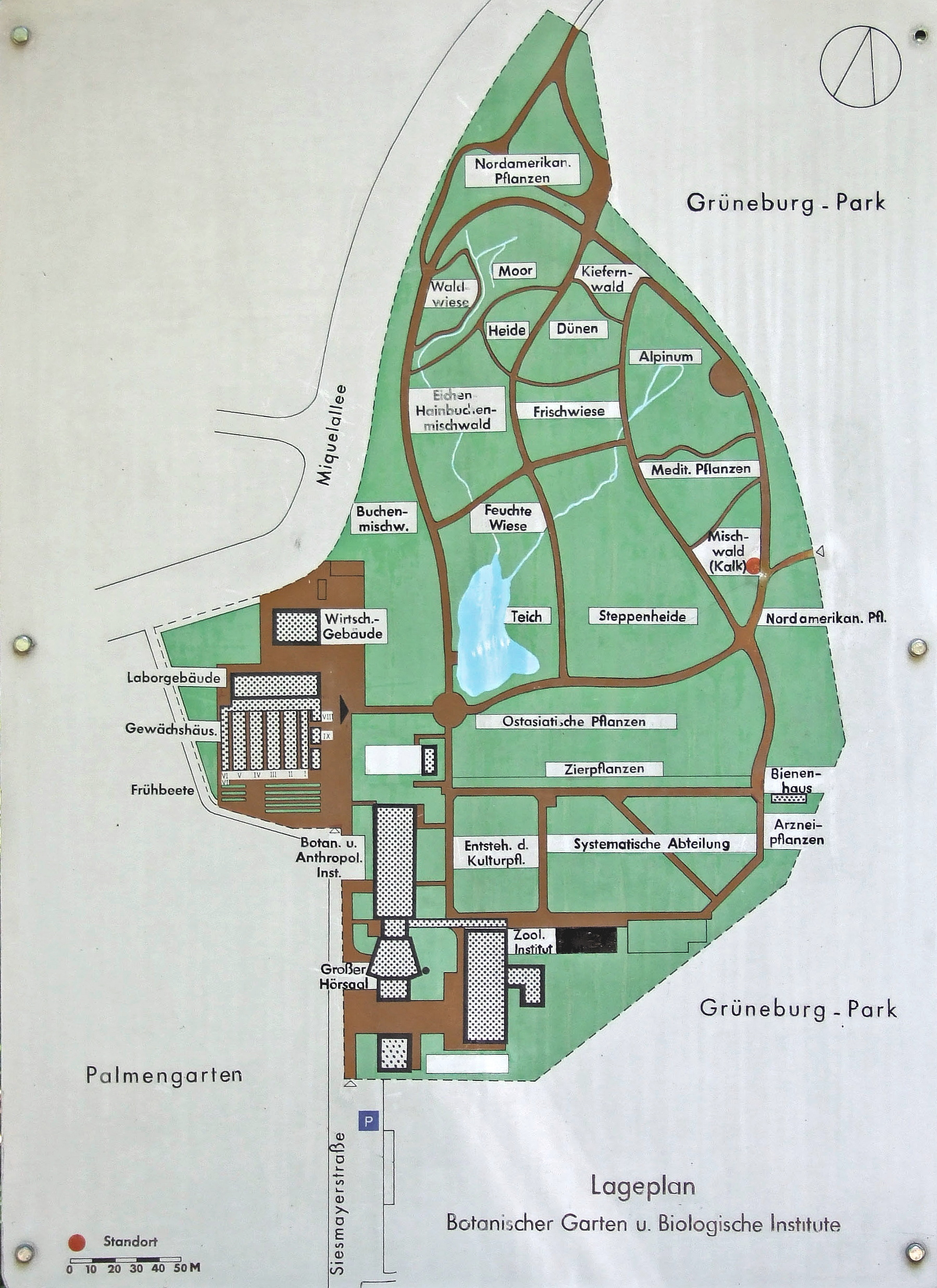
Mapa del jardín.

Primer jardín: cerca de Eschenheimer Tor (1767-1907). El primer jardín botánico de Fráncfort fue creado entre los años 1763 a 1774 por Johann Christian Senckenberg (1707-1772), y administrado por la "Fundación Senckenberg" como hortus medicus para el cultivo de las hierbas medicinales necesarias tanto para el hospital público como para el instituto médico. Su sitio, con cerca de 1 hectárea de tamaño, modelado según el diseño del Jardín Botánico de Carl Linnaeus en Upsala. Hasta 1867 los directores fueron médicos. Antes de 1903, el jardín cultivó más de 4.000 especies pero su cantidad había sido reducida gradualmente por la expansión del hospital hasta que apenas quedaron unos 7.000 m².
Segundo Jardín: adyacente al Palmengarten (1907-1958). Después de unas largas negociaciones entre la ciudad y la fundación, un nuevo sitio de 1.4 hectáreas fue encontrado al este del "Palmengarten". El traslado se efectuó entre 1907 y 1908. Cuando la universidad fue fundada en 1914, el jardín se convirtió en una facilidad de investigación. En la década de 1930 fue mejorado con un arboreto, alpinum, y dunas de arena. (el Palmengarten fue restaurado en la década de 1960 y sirve como el otro jardín botánico importante de Fráncfort.)
Tercer Jardín: Siesmayerstraße (desde 1931). Entre 1931 y 1937, el jardín comenzó otra vez la reubicación al sitio actual en Siesmayerstraße en el noroeste del Grüneburgpark. Este movimiento fue retrasado por la Segunda Guerra Mundial y la ocupación americana subsiguiente, y la relocalización finalmente fue terminada en 1958. Un edificio del laboratorio y un gran invernadero fueron agregados en los años 1961 a 1963.

## Colecciones
Actualmente el jardín botánico alberga unas 5,000 especies, con colecciones especiales de Rubus (45 especies) y plantas endémicas de Centroeuropa. Se encuentra organizado en las dos grandes áreas siguientes:
El área geobotánica que contiene un alpinum, arboretum, prados, estepas, humedales, y estanque, además de colecciones de plantas procedentes de las islas Canarias, Cáucaso, Oriente Medio, Mediterráneo, y Norteamérica.
La colección sistemática y ecológica que incluye plantas de cosechas, especies amenazadas, plantas ornamentales, rosas, y el Neuer Senckenbergischer Arzneipflanzengarten (el Nuevo Jardín de Plantas Medicinales Senckenberg, 1200 m²).

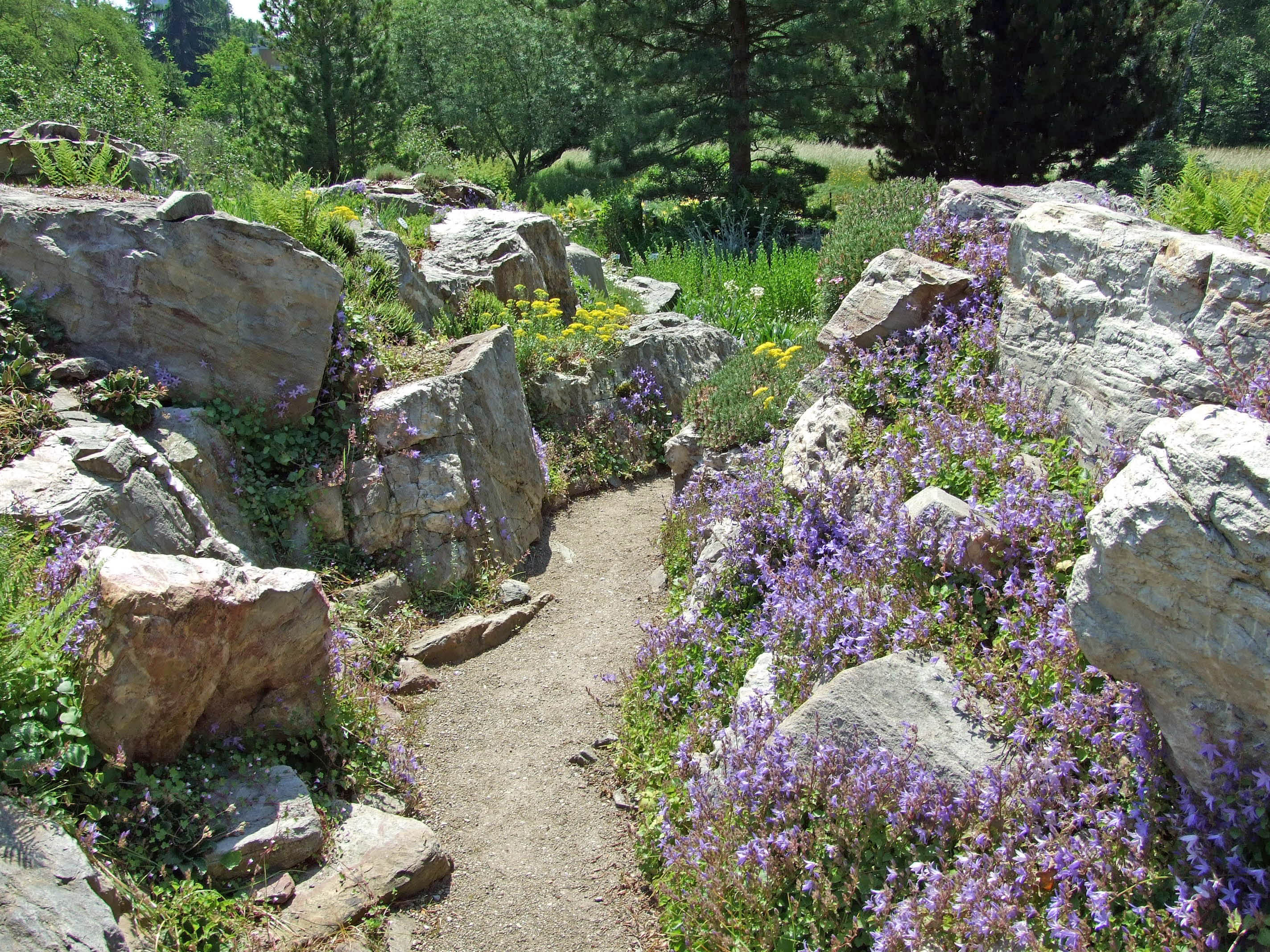
Alpinum del jardín botánico.
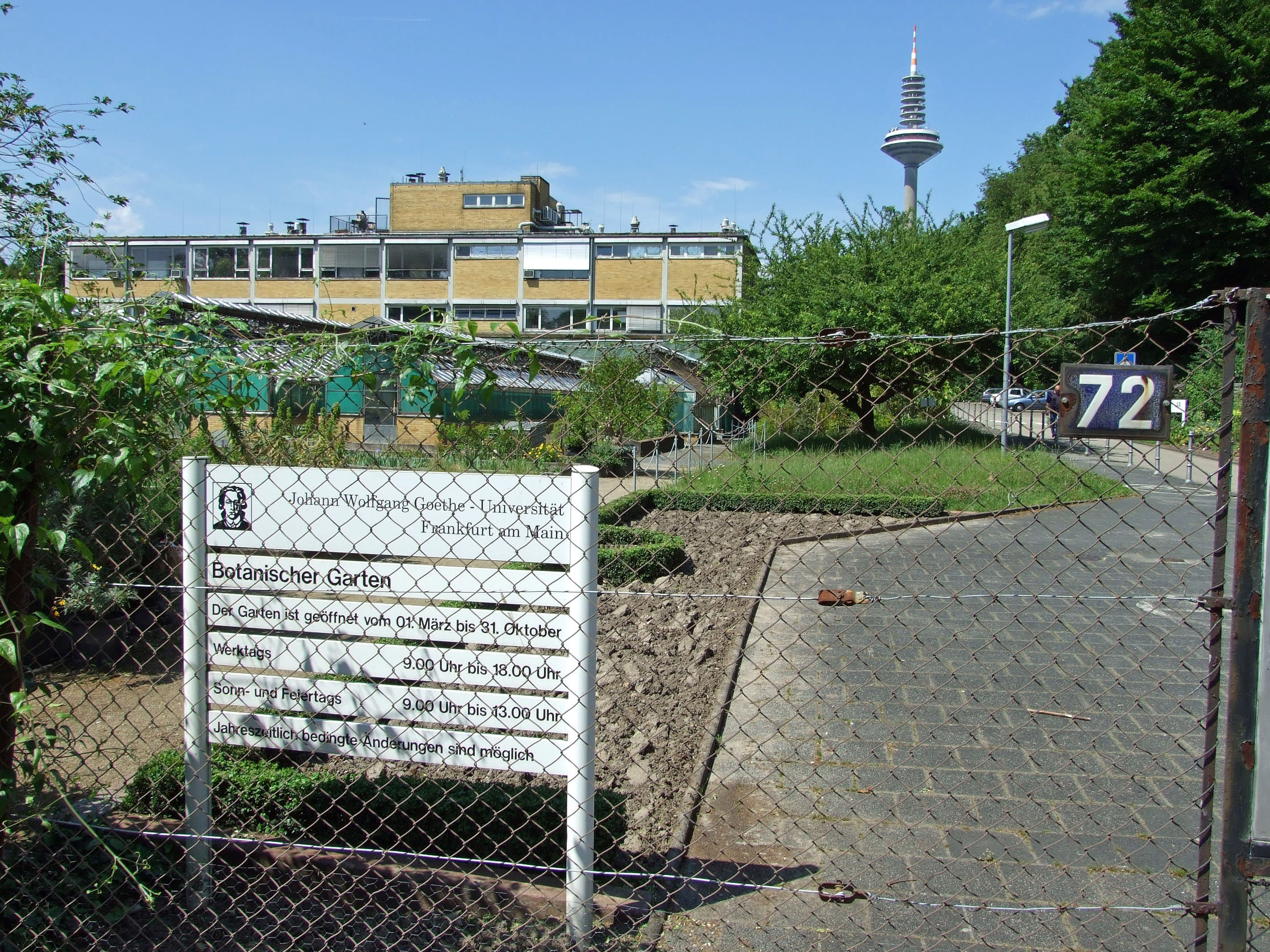
Vista parcial del jardín botánico.
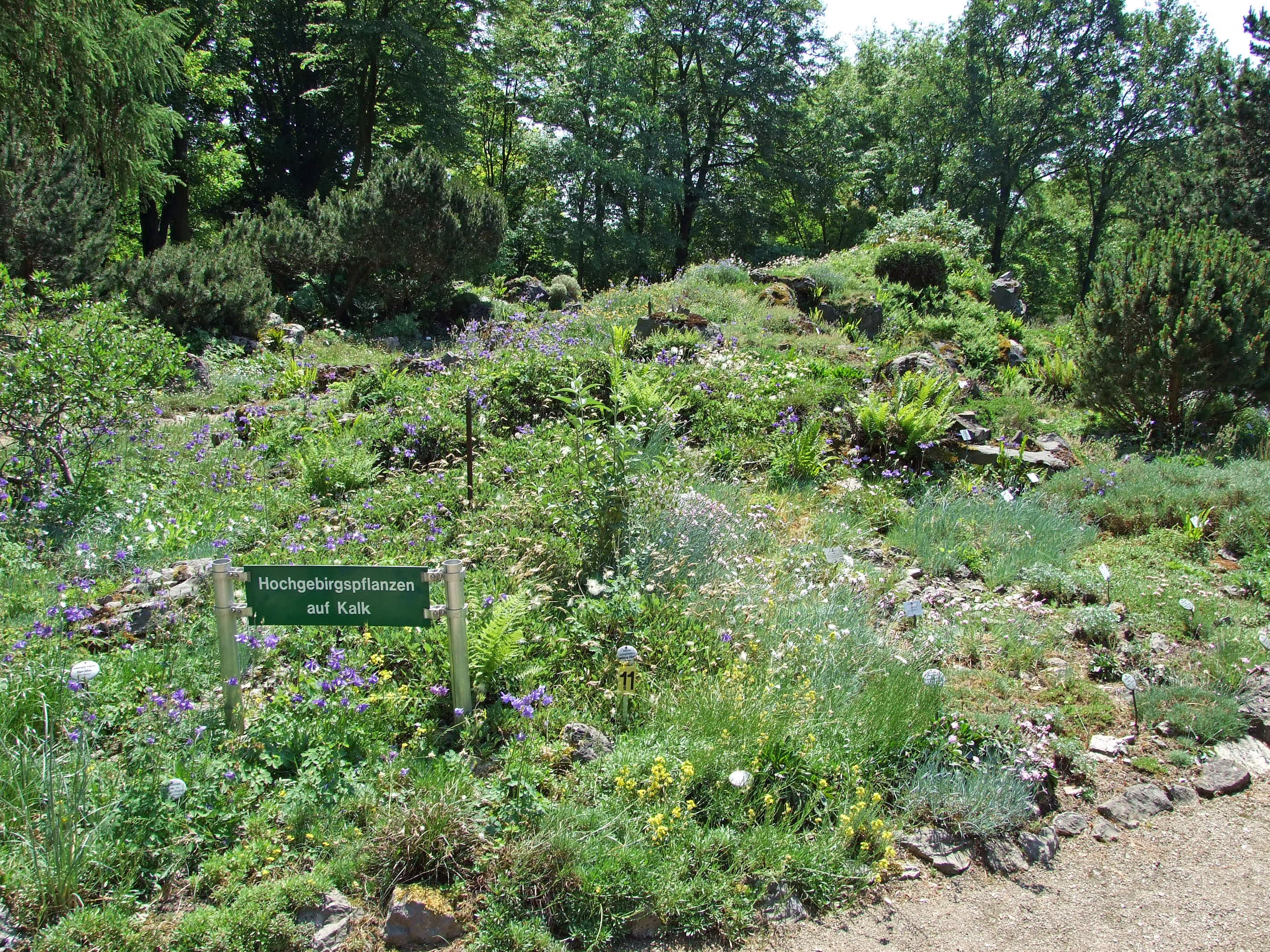
Grupo de plantas en el "Botanischer Garten der Johann Wolfgang Goethe-Universität Frankfurt am Main".
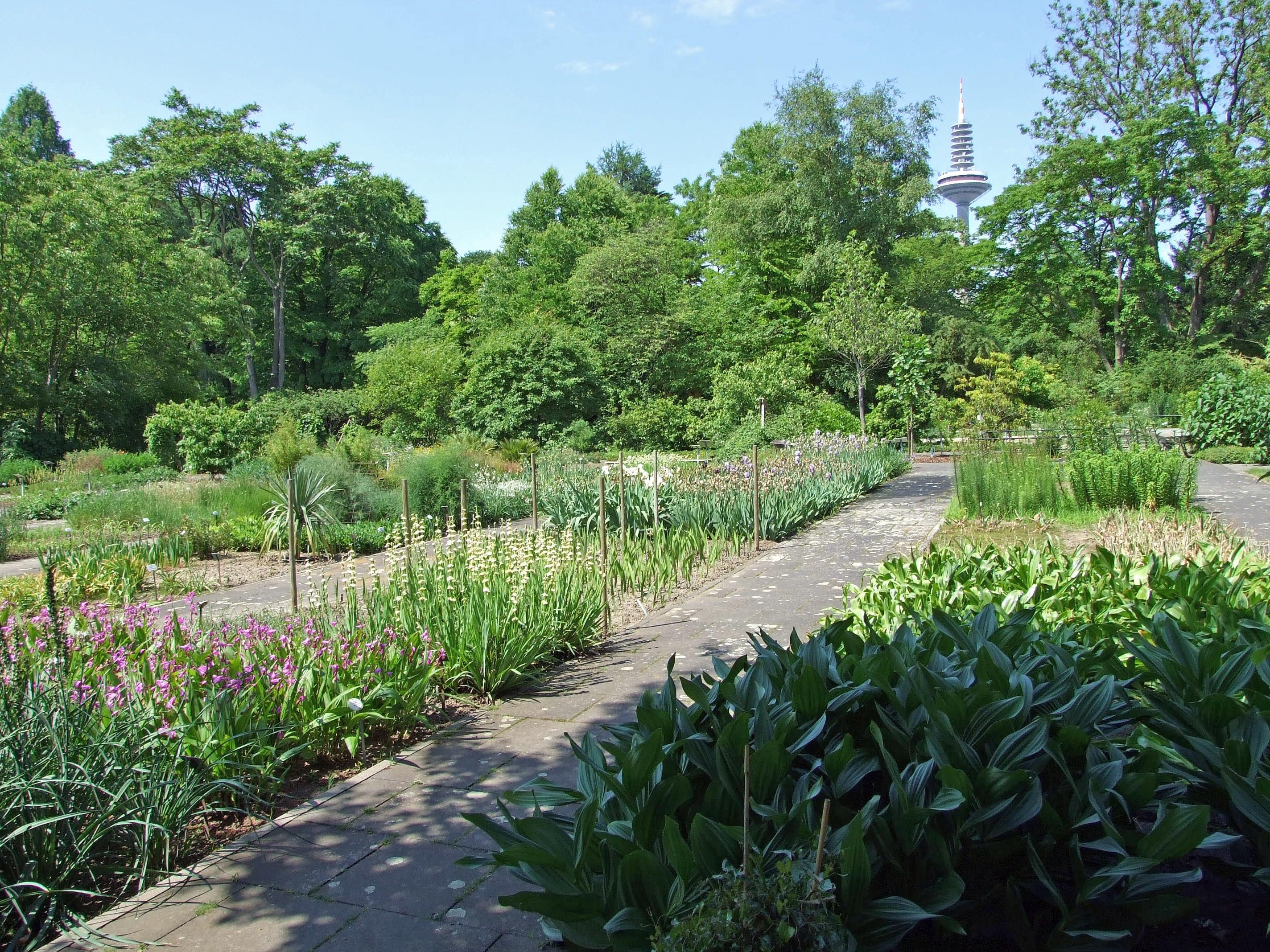
Colección sistemática..